# Place Ducale

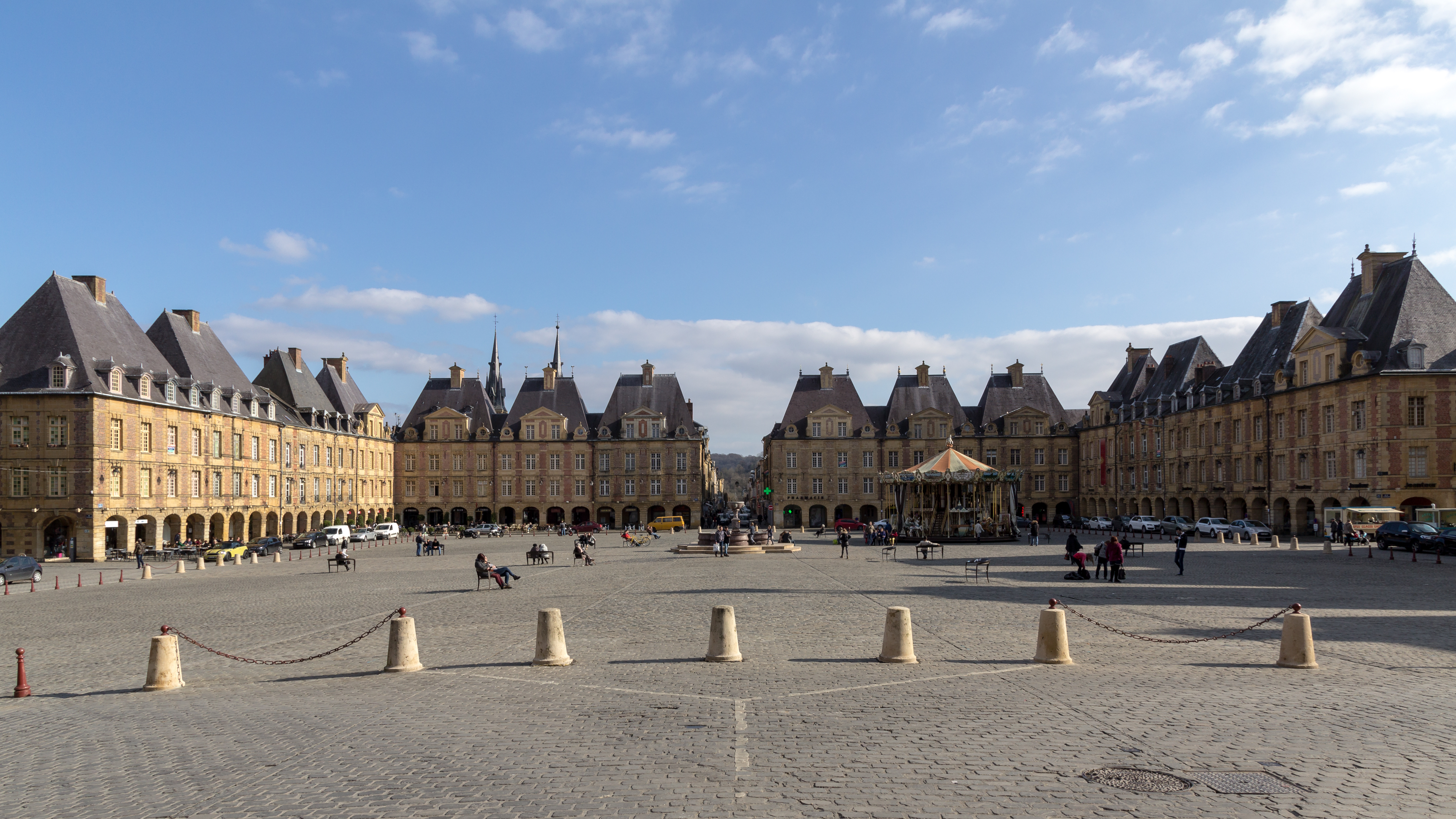
De Place Ducale

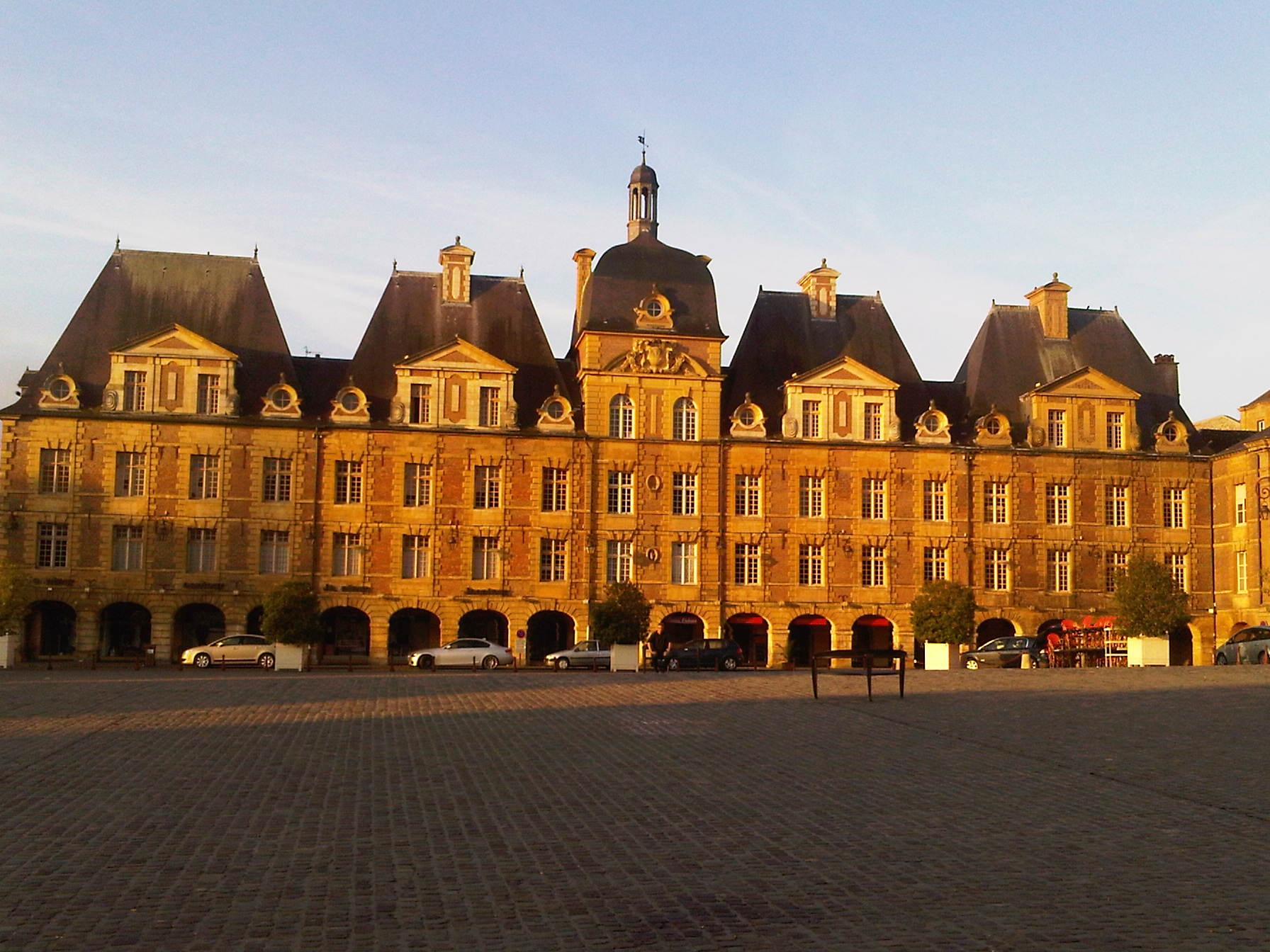

De Place Ducale is het centrale plein van Charleville in de Franse stad Charleville-Mézières. 
Het plein van 126 bij 90 meter vertoont gelijkenissen met de Place des Vosges in Parijs; de Place Ducale werd ontworpen door Clément Métezeau (1581-1652), broer van Louis Métezaeau, vermoedelijk architect van de Place des Vosges. De Place Ducale is omringd door 24 17e-eeuwse paviljoenen uit honingkleurige Dom-le-Mesnil-steen en rode baksteen, met arcaden. Tevens staat hier het stadhuis uit 1843, op de plek waar het (nooit gebouwde) hertogelijke paleis was gepland door hertog Carlo I Gonzaga.
Op nummer 31 is het Musée de l'Ardenne gevestigd, met archeologische vondsten, wapens, schilderijen en een apotheek uit 1756.